# Café-concert
Il café-concert, più comunemente café chantant o caffè-concerto, è un genere di spettacolo nel quale si eseguivano piccole rappresentazioni teatrali e numeri di arte varia (operette, giochi di prestigio, balletti, canzoni ecc.) in locali dove si potevano consumare bibite e generi alimentari nel corso dello spettacolo. Per estensione, il café-concert è anche il locale che ospitava tale genere di spettacolo.

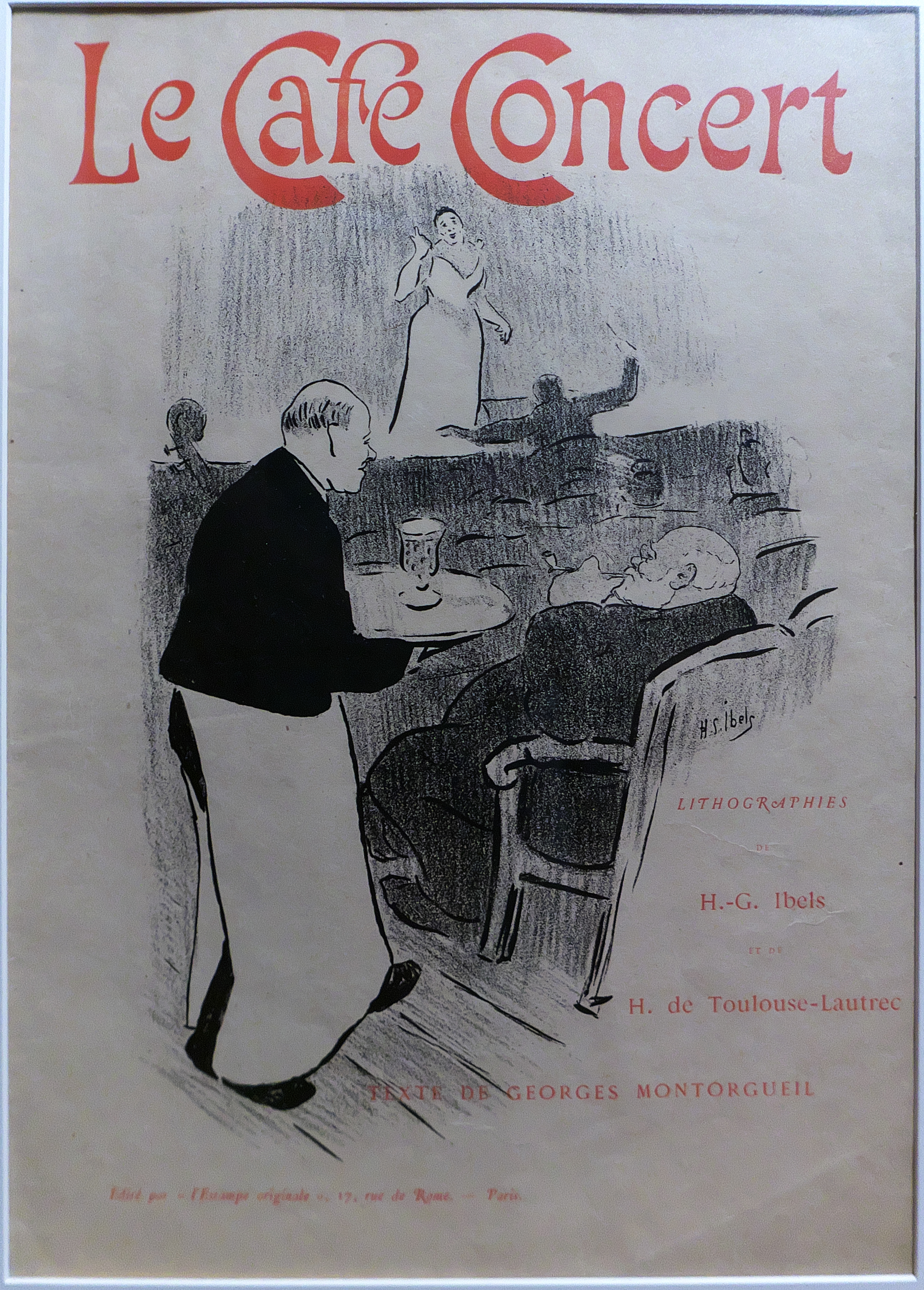
Un Café-concert in una litografia di Henri-Gabriel Ibels

Il fenomeno dei café-chantant nacque a Parigi nel XVIII secolo, dove sorsero numerosi locali di tale genere sul boulevard du Temple. Dopo essersi spostati sotto le arcate del Palais-Royal durante la rivoluzione e aver conosciuto dei giorni difficili sotto l'Impero, questi stabilimenti rinnovarono il loro successo sotto Luigi Filippo I. Tuttavia solo la metà del XIX secolo vide il nuovo fenomeno diffondersi anche nelle città di provincia e all'estero.

## Ilcafé-concertin Francia

### Definizione
Il caf'conc, come venne chiamato familiarmente in francese (scritto a volte caf'conç) è, secondo il Grand Dictionnaire Larousse del XIX secolo, allo stesso tempo una sala da concerto e una sala da the, che riuniva un pubblico che pagava con le consumazioni il piacere di ascoltare brani d'opera, canzonette o assistere a delle brevi recitazioni drammatiche e dei tableau vivant, delle riviste riccamente allestite con effetti di luce e grande uso delle macchine teatrali, dei balletti e degli esercizi acrobatici. A differenza dei tabarin, molto simili, non vi si praticava il ballo da parte degli spettatori.
Esisteva un pesante pregiudizio verso questo nuovo genere, nonostante che sia gli esecutori sia gli spettatori ne rivendicassero lo status artistico. La definizione di caffè-concerto come puro luogo di consumazione è tuttavia da sfumare, poiché le consumazioni potevano essere sostituite da un biglietto per l'ingresso. Quanto all'aspetto formale dei locali, esso si avvicinò sempre più ai teatri.

### Nascita e affermazione delcafé-concert(1800-1864)
Durante la Rivoluzione francese, l'abolizione del monopolio dei teatri permise a partire dal 1791 l'apertura di numerose sale di spettacolo. Nacque così il Café d'Apollon, uno dei primi café-concert di Parigi. Nelle piccole taverne la produzione di spettacoli si limitava, non potendosi permettere vedette internazionali, a quelli degli artisti girovaghi: non esistono tuttavia fonti storiografiche certe per tracciare un quadro significativo della situazione. La liberalizzazione non durò oltre il 1807, quando vennero ristabiliti i privilegi dei teatri: questo avvenimento segnò una battuta d'arresto allo sviluppo spontaneo e selvaggio dei café-concert.
Tra il 1807 e il 1849 solo in qualche locale si tenevano regolarmente dei concerti. Una legge proibiva persino i concerti in un locale se non con previa autorizzazione del prefetto di Polizia. La rivoluzione del febbraio 1848 restituì per breve tempo a questo genere di divertimenti la libertà, ma l'ordinanza del 17 novembre 1849 reintrodusse le limitazioni precedenti. La crescita del fenomeno fu così sorvegliata: solo 22 autorizzazioni furono accordate tra il 1849 e il 1859 a Parigi. La pressante censura preventiva dell'ordinanza limitò persino la libertà dei commercianti ambulanti, al fine di evitare la nascita di canzoni a tema sociale: nei locali venne infine vietata l'esecuzione delle goguette.
Nonostante il precedente ostracismo dello stato e l'emanazione di regolamenti che determinarono uno sviluppo limitato e organizzato del fenomeno, nel 1864 una nuova liberalizzazione in materia teatrale vide la costruzione di nuovi locali nella capitale, tra cui l'Alcazar, l'Horloge e l'Ambassadeur.

### Apogeo deicafé-concert(1864-1896)
In seguito all'abolizione dei privilegi dei teatri nel 1864, i café-concert uscirono dall'ombra dei teatri. L'importanza di tale avvenimento consistette nella possibilità, da parte dei locali che organizzavano spettacoli, di fare a meno della sorveglianza dei direttori teatrali, per cadere però sotto la tutela diretta della polizia. La pubblica amministrazione moltiplicò le ordinanze a favore di queste strutture e del genere teatrale, che quindi si diffuse liberamente e velocemente.
Fu l'età d'oro dei divertimenti: Parigi divenne il modello del divertimento su scala europea, fama che perse, però, durante la Terza Repubblica. In quel periodo ascesero al successo numerose cantanti dei café-concert, come ad esempio Thérésa e Suzanne Lagier.

### Declino delcafé-concert, resistenza delmusic-hall(1896-1914)
Il primo concorrente nel campo degli spettacoli, che si impose in tutte le città dopo il 1896, fu il cinema, che determinò la sostanziale conversione dei café-concert o delle sale di 'music-hall in cinema-teatro. L'adattamento fu implicito perché il primo cinema, muto, necessitava dell'ausilio di un'orchestra (o comunque di un accompagnamento musicale o vocale): le sale dove si rappresentava l'arte varia possedevano gli spazi e gli ambienti necessari alle proiezioni cinematografiche. In tal modo, piuttosto che di un brusco declino del café-chantant, si trattò di uno scivolamento da un divertimento ad un altro o di una lenta mutazione.
Ciò nonostante, i music-hall e la crescente influenza della cultura anglosassone permise a questi locali di resistere alle nuove mode. In aggiunta, la censura scomparve lentamente, il visto quotidiano sui contenuti degli spettacoli divenne settimanale. Il genere conobbe indiscutibilmente una nuova giovinezza nel 1906, quando la censura scomparve completamente (per riapparire tuttavia durante la prima guerra mondiale).
I café-concert segnarono così l'emergere di una cultura popolare che diede vita dapprincipio alla ricca tradizione della canzone francese, ma anche del music-hall e del cinema. La filiazione di queste differenti forme di spettacolo agevolò sia i percorsi di certi artisti, che passarono dal caf'conc al music-hall e poi al cinema, sia la storia dei locali stessi, quando le vecchie sale caf'conc divennero sale di music-hall e poi cinematografi. Queste nuove forme di spettacolo popolare e universale avrebbero gettato le basi della cultura di massa del XX secolo, caratterizzato dal fenomeno del divismo, accentuato dalla diffusione della radio e del cinema.
Nella Francia del XX secolo riapparvero tuttavia alcuni locali sulla scia del café-concert, chiamati café-théâtre.

## Icafé-concertin Italia

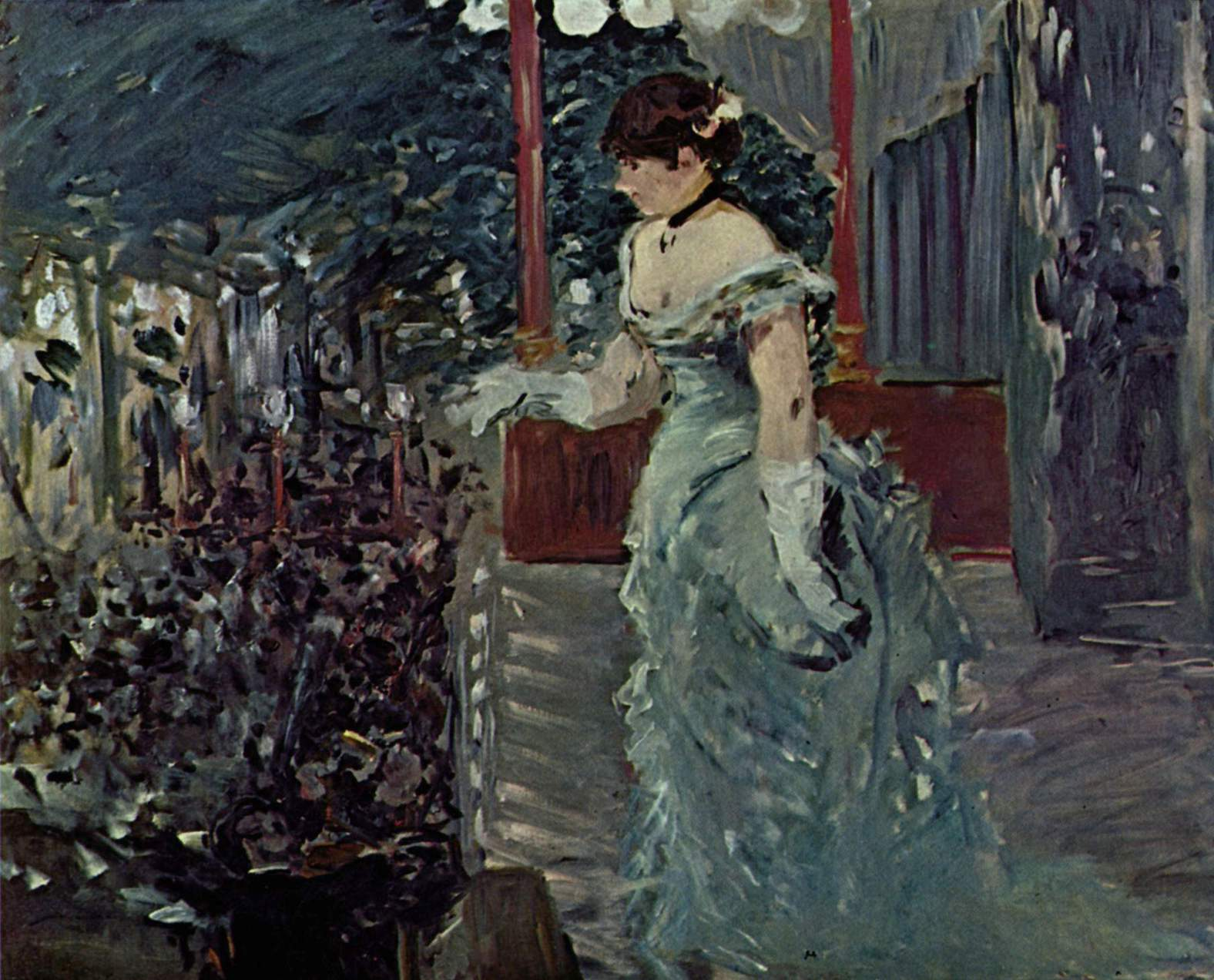
La Chanteuse du Café-Concert di Édouard Manet, antesignana della Sciantosa nostrana

I café-concert contribuirono in maniera decisiva alla successiva nascita del varietà, genere che, proprio per la sua provenienza esterna al circuito dei teatri di velluto, godette, come gli artisti che militarono nelle sue file, di scarsi riconoscimenti in campo artistico.
L'italianizzazione dei nomi delle professioni francesi e la creazione di nuovi numeri allargò considerevolmente il ventaglio delle professioni artistiche: la sciantosa, derivazione della francese chanteuse, divenne l'antenata dell'odierna soubrette. A essa si aggiunsero le caratteriste, i finedicitori, le brillanti e altri ancora.
La diffusione dei caffè-concerto, e del mercato del lavoro ad esso connesso, favorì la nascita di riviste specializzate nel settore, come «Café-Chantant», strumento di informazione artistica e promozionale.

### Icafé-concerta Napoli
Sul finire del XIX secolo, quando Parigi divenne il simbolo del divertimento e della vita spensierata, i café-chantant valicarono le Alpi per essere importati anche in Italia. La novità esplose a Napoli, dove l'epoca d'oro del caffè-concerto coincise con quella della canzone napoletana. Nel 1890 venne infatti inaugurato l'elegante Salone Margherita, incastonato nella Galleria Umberto I, per merito dei fratelli Marino, che capirono l'importanza di un'attività commerciale redditizia da unire al fascino della rappresentazione del vivo.
L'idea fu vincente e ricalcò totalmente il modello francese, persino nella lingua utilizzata: non solo i cartelloni erano scritti in francese, ma anche i contratti degli artisti e il menu. I camerieri in livrea parlavano sempre in francese, così come gli spettatori: gli artisti, poi, fintamente d'oltralpe, ricalcavano i nomi d'arte in onore ai divi e alle vedette parigine. È chiaro come la clientela che affollava il Salone Margherita non fosse gente del popolino: in ogni caso, per i più disparati gusti, sorsero altri café-concert come l'elegante Gambrinus, l'Eden, il Rossini, l'Alambra, l'Eldorado, il Partenope, la Sala Napoli e altri ancora che ricalcavano spesso, anche nel nome, i café-chantant parigini. Anche altri bar di Napoli, che in passato non presentavano spettacoli, si adattarono al gusto del momento presentando numeri di varietà misti a canzoni.
Solitamente gli spettacoli proposti erano presentati in successione, con un intervallo tra primo e secondo tempo del susseguirsi di rappresentazioni. Solo verso la fine del primo tempo qualche personaggio noto appariva in scena, ma il clou veniva raggiunto al termine, quando il divo eseguiva il suo numero. Importanti e famosi artisti che iniziarono la loro carriera proprio nei caffè-concerto furono Anna Fougez, Lina Cavalieri, Lydia Johnson, Leopoldo Fregoli, Ettore Petrolini, Raffaele Viviani.
Il café-chantant divenne in Italia non solo un luogo ed un genere teatrale, ma come in Francia, il simbolo della bella vita e della spensieratezza, in coincidenza con la Belle époque.

### Icafé-concerta Roma

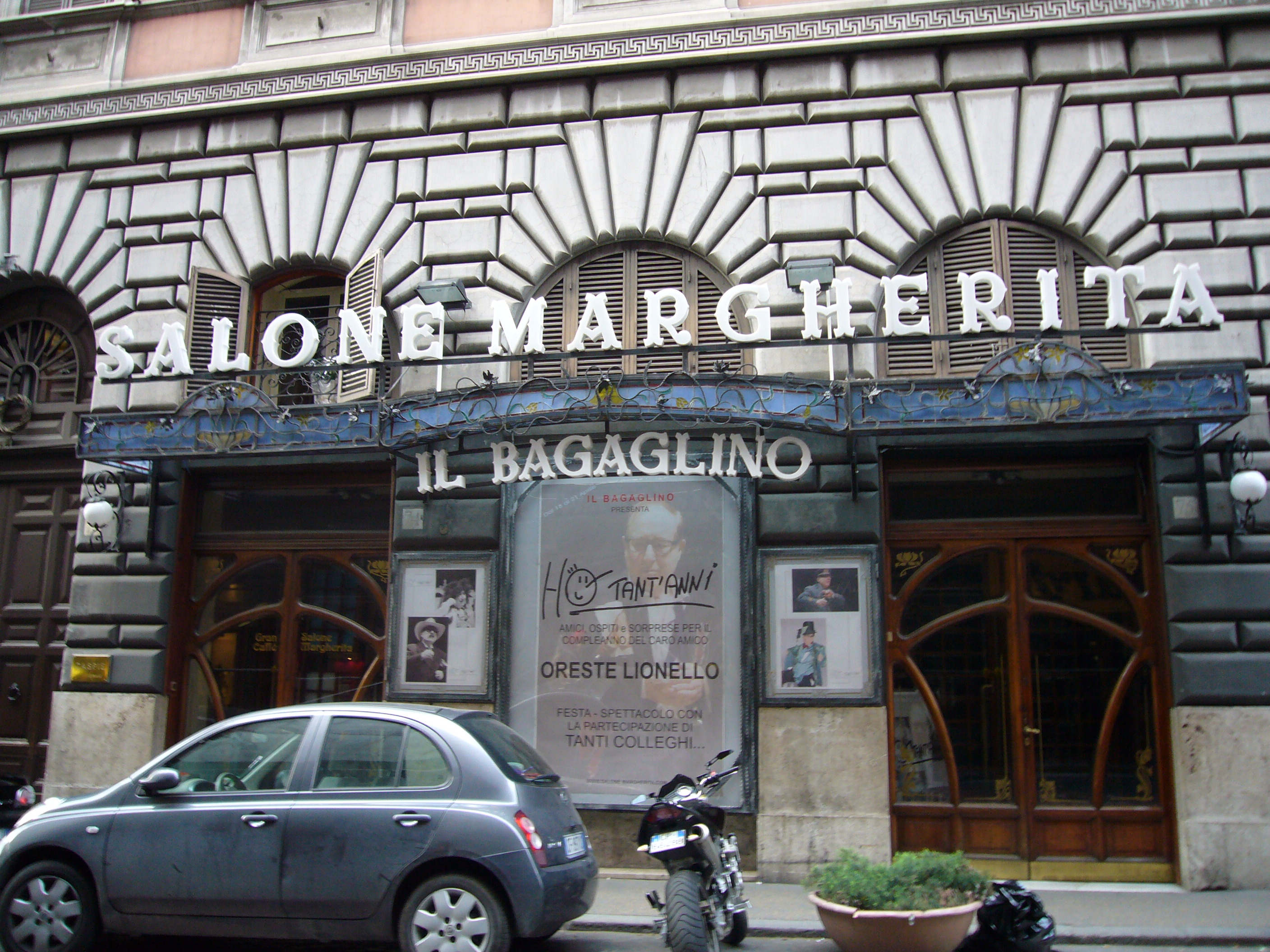
Il Salone Margherita di Roma

Il successo dei café-chantant napoletani fu tale che in breve tempo il fenomeno cominciò ad espandersi nelle altre grandi città italiane. La prima a introdurli a sua volta fu Roma. Anche qui, come a Catania, a Milano, a Torino e in molte altre città letterate d'Italia, nei bar e nelle trattorie si riunivano spesso cantanti e poeti che, nel corso di riunioni semiprivate, si dedicavano al canto e alla declamazione di poesie.
Sempre i fratelli Marino, già proprietari del Salone Margherita di Napoli, inaugurarono nella capitale due nuovi locali: un altro Salone Margherita e, successivamente, il Teatro Sala Umberto. A questi seguirono numerosi altri café-chantant dai nomi altisonanti ed esotici (non proprio tutti: il primo caffè-concerto della città, aperto in via Nazionale, portava il poco allegro nome di "Cassa da morto").
Ben presto Roma fu preferita a Napoli come "piazza d'affari": gli artisti venivano volentieri nella capitale dove il maggior giro d'affari garantiva loro maggiori possibilità d'ingaggio. Il luogo d'incontro degli artisti gravitava nell'asse tra piazza Esedra e la Stazione Termini, dove si concentravano la maggioranza dei locali.